# Arca in Phoenicia
Arca in Phoenicia (łac. Diœcesis Arcensis in Phœnicia) – stolica historycznej diecezji w Cesarstwie Rzymskim (prowincja Fenicja), współcześnie w Libanie. Pierwszym znanym biskupem tej diecezji jest Lucjan (363–364). Od XVIII wieku katolickie biskupstwo tytularne, od 1981 nie jest nieobsadzone. W XIX wieku utworzono także diecezję tytularną dla biskupów maronickich.

## Biskupi tytularni

### Biskupi rzymskokatoliccy
| Lp. | Biskup                               | Od                   | Do               |
| --- | ------------------------------------ | -------------------- | ---------------- |
| 1   | Pedro del Cañizo Losa y Valera       | 11 września 1726     | brak danych      |
| 2   | Józef Krzysztofowicz                 | 28 marca 1809        | 26 lutego 1816   |
| 3   | Francisco de Sales Crespo y Bautista | 23 grudnia 1861      | 5 lipca 1875     |
| 4   | Pierre-Marie Le Berre CSSp.          | 7 września 1877      | 16 lipca 1891    |
| 5   | Claude Marie Dubuis                  | 21 stycznia 1893     | 22 maja 1895     |
| 6   | Alfredo Peri-Morosini                | 15 kwietnia 1904     | 27 lipca 1931    |
| 7   | Jean Rupp                            | 28 października 1954 | 9 czerwca 1962   |
| 8   | Hugo Aufderbeck                      | 19 czerwca 1962      | 17 stycznia 1981 |

### Biskupi maroniccy
| Lp. | Biskup            | Od              | Do                |
| --- | ----------------- | --------------- | ----------------- |
| 1   | Giuseppe Marid    | 1855            | 1887              |
| 2   | Abdallah Khoury   | 10 lutego 1911  | 5 lutego 1949     |
| 3   | Abdallah Nujaim   | 25 lipca 1950   | 4 kwietnia 1954   |
| 4   | João Chedid OMM   | 4 maja 1956     | 29 listopada 1971 |
| 5   | Roland Aboujaoudé | 12 lipca 1975   | 2 maja 2019       |
| 6   | Peter Karam       | 15 czerwca 2019 |                   |